# Josef Paukner
Josef Paukner (25. února 1847 Sedlec – 2. února 1906 Praha ) byl český hudební skladatel.

## Život
Základní hudební vzdělání získal od svého otce. Po absolvování gymnázia vstoupil na Varhanickou škola v Praze, ale nedokončil ji. Stal se učitelem hudby na Pivodově hudební škole. Po krátkém pobytu ve Varšavě odešel do Moskvy, kde byl nejprve druhým dirigentem carské opery a po dvou letech se stal ředitelem kůru v polském katolickém chrámu. Za svého pobytu v Rusku se spřátelil nejen s českými hudebníky, kteří tam v té době působili, ale i s významnými ruskými skladateli jako např. s Petrem Iljičem Čajkovským.
V roce 1881 se vrátil do Prahy. Komponoval snadno přístupné skladby, zvláště sbory a písně, které svým vlasteneckým obsahem, jednoduchou melodikou a texty nepostrádajícími humoru vyhovovaly tehdejší společnosti. Na přelomu 19. a 20. století tak byl jedním z nejznámějších a nejoblíbenějších českých skladatelů. Jeho postavu ztvárnil i Jan Neruda v knize Podobizny. Zhudebnil rovněž báseň Adolfa Heyduka, která se měla stát slezskou hymnou. Pauknerovo zpracování se však příliš nerozšířilo.

## Dílo

### Sbory
- Slavoj (sbírka mužských sborů)
- Vlasta (sbírka ženských sborů)
- Ozvěna (sbírka smíšených sborů)

### Písně
- Desatero písní
- Osmero písní
- Krůpěje rosy
- Česká veselost (žertovné scény, dvojzpěvy a trojzpěvy)

Vydal mnoho úprav lidových písní:
- České národní písně (upravil i pro smyčcový kvartet)
- Slovenské národní písně
- Ruské národní písně
- Polské národní písně

### Další skladby
- Poklad (opera, 1885)
- Vilém Tell II. (opereta)
- České requiem
- 3 Ave Maria
- Řada klavírních skladeb salonního charakteru.